# Citrus cavaleriei
Citrus cavaleriei är en vinruteväxtart som beskrevs av H. Lév.. Citrus cavaleriei ingår i släktet citrusar, och familjen vinruteväxter. Inga underarter finns listade i Catalogue of Life.